# Pecetto Torinese
 Pecetto Torinese  (piemontiul: Psè) Olaszország Piemont régiójának, Torino megyének egy községe.

## Földrajza

Pecetto Torinese község Torino megye térképén

A vele szomszédos települések:Cambiano, Chieri, Moncalieri, Pino Torinese, Torino  és Trofarello.

## Látványosságok
A  San Sebastiano templom eredetileg az 1200-as években  épült, majd az 1400-as években épült újjá gót és román stílusjegyekkel.